# Carré Suffren
Carré Suffren est un immeuble de bureaux d’une surface de 25 000 m2 répartis sur trois ailes de 8 et 13 étages et doté d'un jardin paysager privatif de près de 2 000 m2, situé dans le 15e arrondissement de Paris au 31-35, rue de la Fédération.
Siège de l'Institut français et du Commissariat à l'énergie atomique (CEA) de 1963 à 2003, il est la propriété de la société Foncière des Régions et de Predica depuis 2004.
Il héberge actuellement l'Agence internationale de l'énergie, la société d'assurance Aon France depuis juin 2011 et une partie du ministère de l'Éducation nationale (dont l'Inspection générale).